# خوسيه دا بينها
خوسيه دا بينها بلدية في ولاية ريو غراندي دو نورتي في المنطقة الشمالية الشرقية من البرازيل.